# Валговицы (платформа)
Валговицы — платформа Октябрьской железной дороги в Кингисеппском районе Ленинградской области на линии Котлы — Усть-Луга. В 2.28 километра от деревни Елизаветино.
С 1 июня 2009 года через станцию не ходят пассажирские поезда. Два последних месяца 2015 года через неё проходили 2 пары пригородных поездов Кингисепп-Косколово.